# IC 4230
IC 4230 ist eine Spiralgalaxie vom Hubble-Typ Sa im Sternbild Coma Berenices am Nordsternhimmel. Sie ist schätzungsweise 326 Millionen Lichtjahre von der Milchstraße entfernt und hat einen Durchmesser von etwa 95.000 Lichtjahren.

Im selben Himmelsareal befinden sich die Galaxien NGC 5116, IC 4234, IC 4241, IC 4244.
Das Objekt wurde am 11. Juni 1895 vom französischen Astronomen Stéphane Javelle entdeckt.